# Asparagus sylvicola
Asparagus sylvicola — вид рослин із родини холодкових (Asparagaceae).

## Біоморфологічна характеристика
Це вічнозелений кущ до 3 м заввишки, повністю голий, без колючок; з повзучим кореневищем і товстим корінням; кладодії ниткоподібні, шипчасті, у довжину 5–28 мм, у скупченнях по 1–9; квітки по 1–2; ягода чорна.

## Середовище проживання
Ареал: ПАР (Північні провінції), Свазіленд.